# Кациматидис, Джон
Джон А. Кацимати́дис (англ. John A. Catsimatidis, имя при рождении — Я́ннис Кацимати́дис (греч. Γιάννης Α. Κατσιματίδης); род. 7 сентября 1948, Нисирос, Греция) — американский бизнесмен, миллиардер и радиоведущий греческого происхождения. Является владельцем, президентом, председателем совета директоров, CEO и COO компании «Gristede’s Foods, Inc.», управляющей крупнейшей на Манхэттене и ведущей в Нью-Йорке сетью продовольственных супермаркетов, а также основателем и главой контролирующей «Gristede’s Foods, Inc.» компании «Red Apple Group, Inc.», которая осуществляет также операции с недвижимым имуществом и оказывает услуги авиационного лизинга, имея сумму финансовых активов от 700 до 800 миллионов долларов в штатах Нью-Йорк, Флорида и на Виргинских островах Соединённых Штатов. Владеет англоязычной греко-американской еженедельной газетой «The Hellenic Times». Является председателем и главным исполнительным директором нефтяной компании «United Refining» (Уоррен, Пенсильвания), — дочернего предприятия «Red Apple Group, Inc.», занимающегося дистрибуцией бензина под торговыми марками «Kwik Fill» и «Keystone».
Ведёт ток-шоу «The Cats Roundtable» на радиостанции «WNYM (970 kHz)», обслуживающей Нью-Йоркский метрополитенский ареал, со студиями в Нижнем Манхэттене.
В 2013 году выдвигал свою кандидатуру на пост мэра Нью-Йорка от Республиканской партии, членом которой является.
Является членом Американо-греческого прогрессивного просветительского союза (AHEPA), Американо-греческого института (AHI), Ордена святого апостола Андрея (архонт нотариос Вселенского патриархата) и исполнительного комитета благотворительного фонда «Leadership 100» Греческой православной архиепископии Америки.
Лауреат Почётной медали острова Эллис.

## Биография

### Ранние годы
Яннис Кациматидис родился 7 сентября 1948 года на греческом острове Нисирос. Когда ему было шесть месяцев, семья переехала в США, в Западный Гарлем (Вест-Сайд, Манхэттен), где он и вырос. В Греции его отец трудился оператором на маяке, в Нью-Йорке работал помощником официанта.
В 1966 году окончил Бруклинскую среднюю техническую школу. Получил рекомендацию от члена Конгресса США на зачисление в Военную академию США, но вместо этого решил изучать электротехнику в колледже при Нью-Йоркском университете.
Одновременно с учёбой Джон работал в небольшом супермаркете на 137-й улице, владельцем которого был его друг Тони и дядя последнего. Ещё будучи студентом, он выкупил у Тони половину магазина. Проучившись в колледже четыре года, бросил его, недобрав всего 8 зачётных единиц до получения диплома.

### Деловая карьера
В 1971 году Кациматидис открыл свой первый магазин на углу Бродвея и 99-й улицы. Вскоре после этого он приобрёл ещё один продуктовый магазин на 87-й улице к западу от Бродвея, назвав его «Red Apple» (красное яблоко).
Среди бизнес-инноваций предпринимателя были работа в ночное время суток семь дней в неделю, бесплатная доставка, оплата чеками и скидки для клиентов, что являлось редким новшеством в середине 1970-х гг.. Кациматидис говорит, что к тому времени, когда ему было 24 года, «у меня было десять магазинов, и бизнес приносил $25 млн в год, а я лично зарабатывал миллион долларов в год».
К лету 1981 года у «Red Apple» было 27 магазинов в Бронксе и Манхэттене, с годовым объёмом продаж около 40 млн долл.
В 1985 году доходы Кациматидиса выросли до 110 млн долл.
В 1986 году «Red Apple» приобрела 36 супермаркетов «Gristedes» и 11 магазинов деликатесов «Charles & Co.», входивших в состав корпорации «Southland».
В 2009 году сообщалось, что «основные активы» Кациматидиса «включают в себя 50 супермаркетов „Gristedes“, 371 АЗС в трёх штатах, недвижимое имущество на сумму $500 млн, а также расширяющийся нефтяной бизнес».
В 1986 году Кациматидис приобрёл компанию «United Refining», собственника нефтеперерабатывающих заводов в Пенсильвании и Алабаме.
В октябре 2009 года журнал «Форбс» сообщил о том, что публичная специализированная компания по целевым слияниям и поглощениям «United Refining Energy Corp.» приобрела «частную компанию „Chaparral Energy“ в сделке на сумму около $1,6 млрд». Однако акционеры «United Refining Energy Corp.» не одобрили сделку и она прекратила своё действие в декабре 2009 года.
В 2015 году компания «Red Apple Group» заняла 156-е место в журнале «Форбс» в списке «Крупнейших частных компаний Америки» с доходом в 3 млрд долл. и 8000 сотрудниками (в сравнении с 100-м местом в 2008 и 2009, 78-м в 2010, 98-м в 2011 и 97-м в 2012 гг.).

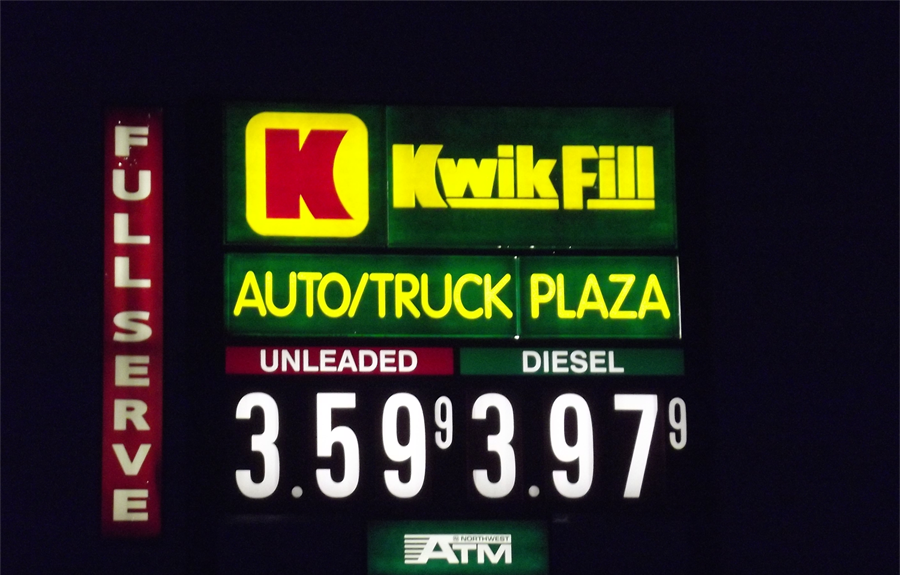
Табло «Kwik Fill», январь 2013 года

В 2008 году Кациматидис попытался заполучить «SemGroup LP», обанкротившуюся нефтегазовую, торгующую асфальтом, складкскую и транспортную компанию со штаб-квартирой в городе Талса (Оклахома). Он получил контроль над большинством в комитете по управлению, но его усилия были встречены сопротивлением со стороны её руководства, настаивавшего на продаже по крайней мере некоторых из активов компании, в то время как Кациматидис заявил о своём намерении сохранить её единой.
В феврале 2009 года ему был предъявлен иск группой руководителей «SemGroup», стремившихся устранить Кациматидиса и его союзников из комитета. В июле Кациматидис достиг соглашения с «SemGroup», в соответствии с которым приобрёл асфальтовый бизнес компании и оставил свои конкурирующие проекты, предложенные для её реорганизации.

### Политическая активность до кампаний по избранию в мэры
Кациматидис и его жена внесли вклад во множество различных избирательных кампаний как Республиканской, так и Демократической партий. Из числа первых, Кациматидис сделал взнос на сумму более 60000 долл. в поддержку Республиканского национального комитета, а также оказал значительную финансовую помощь Национальному Республиканскому комитету Конгресса, Национальному Республиканскому Сенаторскому комитету, Митту Ромни, Эрику Кантору, Олимпии Сноу, Ричарду Лугару и другим. Число кампаний представителей Демократической партии, продвижению которых способствовал предприниматель, было небольшим, среди них Кэролин Малони, Чарльз Ранхель и Джеррольд Надлер.
В местных гонках за властью в Нью-Йорке Кациматидис спонсировал Билла Де Блазио (когда тот был членом городского совета), президента Бруклина Марти Марковица и президента Статен-Айленда Джеймса Молинаро.
В период праймериз Демократической партии на президентских выборах 1992 года, он выделил $150000 на поддержку кампании американского грека Пола Цонгаса.
В 2006 году Кациматидис совместно с Майклом Блумбергом начал сбор средств для сенатора Джо Либермана от штата Коннектикут для поддержки его третьей партии в качестве независимого кандидата после того, как тот проиграл внутрипартийные выборы Демократической партии на пост сенатора.
Кациматидис был охарактеризован как «давний», «преданный» и «высокоактивный донор Клинтона». Он пожертвовал значительную сумму денег Президентскому центру Клинтона, которая, как предполагается, составляет от 100 до 500 тыс. долл..
Кациматидис был членом финансового отдела Хиллари Клинтон во время её предвыборной кампании на пост президента США от Демократической партии в 2008 году. Он организовал ряд торжественных обедов по сбору средств с Биллом Клинтоном в своём доме в Нью-Йорке, которые в итоге помогли собрать сумму превышающую 750000 долл. на кампанию Хиллари Клинтон. Кациматидис заявил, что они с Клинтоном друзья, и что бывший президент «часто» был пассажиром на одном из двух его самолётов.
Хиллари Клинтон присутствовала на свадьбе дочери Кациматидиса в 2011 году.
Из президентов США Кациматидиса, по его словам, более всего восхищают Джон Ф. Кеннеди, Рональд Рейган и Билл Клинтон, а из мэров Нью-Йорка — Фьорелло Г. Ла Гуардия.
В 2015 году в содержащихся в прессе сообщениях говорилось о том, что Кациматидис предоставил в пользование зафрахтованный реактивный самолёт на сумму 70000 долл. для кампании Скотта Уокера, участвовавшего в праймериз Республиканской партии США 2016 года.

### Другое
В июне 2018 года призвал главу Греческой православной архиепископии Америки Димитриоса покинуть свой пост по причине того, что последний довёл церковь до плачевного состояния. Кациматидис призвал Димитриоса уйти в отставку до намеченного на 1—5 июля 2018 года 44-го Съезда духовенства и мирян.

## Личный капитал
В списке «Forbes 400» самых богатых людей США за 2015 год Кациматидис занимает 182-е место с чистыми активами в 3,4 млрд долл.; в списке «Форбс» миллиардеров мира занимает 577-е место.

## Личная жизнь и благотворительная деятельность
2 октября 1988 года женился на Марго Вандерсаар в кафедральном соборе Святой Троицы Греческой православной архиепископии Америки в Нью-Йорке. Они познакомились в 1972 году, когда она начала работать у Кациматидиса секретарём. Ещё будучи в первом браке, закончившемся разводом, бизнесмен, как он сам заявил, «иногда» встречался с Марго.
После замужества Марго Кациматидис руководила своим собственным рекламным агентством «MCV Advertising Associates» в Нью-Йорке, а также была президентом газеты «The Hellenic Times».
Имеют двоих детей: дочь Андреа и сын Джон-младший.
Андреа окончила Нью-Йоркский университет. 4 июня 2011 года вышла замуж за Кристофера Никсона Кокса, внука бывшего президента США Ричарда Никсона, в той же церкви, что и её родители. Кроме родственников семьи, на свадьбу были приглашены крупные политики, в том числе Хиллари Клинтон, Генри Киссинджер, Рудольф Джулиани, Чарльз Шумер, Рэй Келли и Роберт Моргентау. Детально продуманное официальное свадебное торжество на 700 гостей состоялось в гостинице «Уолдорф-Астория» в Нью-Йорке. Кациматидис заявил, что расходы на свадьбу составили «свыше $1 млн». Сенатор от штата Аризона Джон Маккейн, хотя Кокс работал над его президентской кампанией 2008 года, не был приглашён, так как не поддержал последнего, когда он позже выставлял свою кандидатуру (неудачно) на выборах в Конгресс США. Кациматидис рассказал газете «New York Post»: «Я считал, что это было низко. Я был просто возмущён». Пара подала на развод в декабре 2014 года.
Кациматидис занимается филантропической деятельностью. Он является одним из крупнейших благотворителей фонда «G&P» по исследованию рака. Основал и был сопредседателем Фонда «Brooklyn Tech Endowment», помогая своей альма-матер. Финансирует «Стипендиальный Фонд Джона Кациматидиса» в бизнес-школе Stern при Нью-Йоркском университете, присуждая с 1988 года по две стипендии ежегодно. В течение пяти лет был президентом Манхэттенского Совета Организации американских бойскаутов. Входил в состав совета директоров Полицейской атлетической лиги Нью-Йорка. Также был членом совета директоров организации «Drum Major Institute».
Среди других структур, в деятельности которых Кациматидис принимает активное участие, Национальный почечный фонд, Фонд исследований юношеского диабета, Юношеская филантропическая лига и Американский Фонд изучения болезни Альцгеймера. Был вице-председателем Фонда «Ellis Island Awards» организации NECO, которая наградила Кациматидиса и его супругу Почётной медалью острова Эллис.